# Cadre-45/2-Europameisterschaft 1948

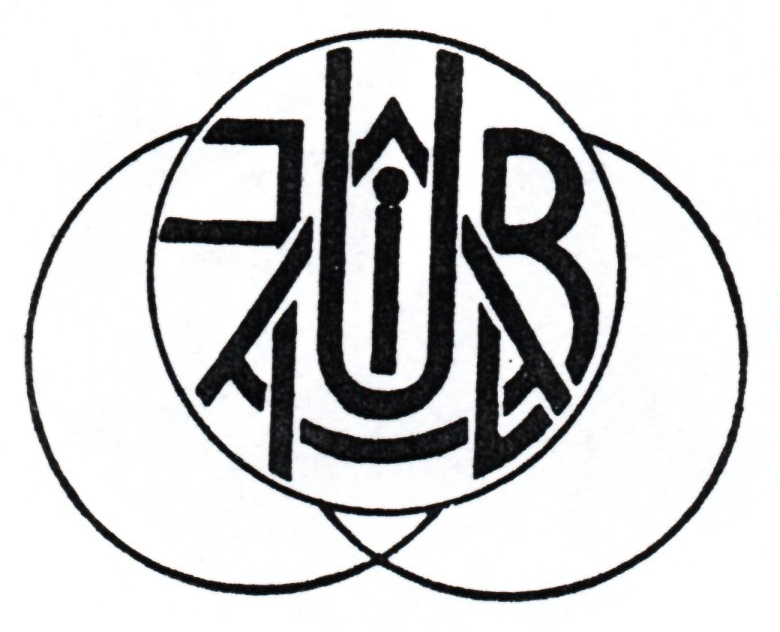
Logo UIFAB (ausrichtender Verband)

Veranstaltungsort: Lüttich

Die Cadre-45/2-Europameisterschaft 1947 war das 12. Turnier in dieser Disziplin des Karambolagebillards und fand vom 15. bis zum 18. März 1948 in Lüttich statt. Es war die erste Cadre-45/2-Europameisterschaft in Belgien.

## Geschichte
Clement van Hassel gewann in Lüttich seinen ersten internationalen Titel vor dem niederländischen Titelverteidiger Piet van de Pol. Der Spieler des Turniers war aber unangefochten der Drittplatzierte René Gabriëls. Er verbesserte alle seine eigenen Europarekorde im Cadre 45/2, die er bei der Cadre-45/2-Europameisterschaft 1939 in Amsterdam aufgestellt hatte. Die Rekorde wurden aber vom internationalen Verband UIFAB nicht anerkannt. Es wurde festgestellt, dass die Elfenbeinbälle nicht der vorgeschriebenen Norm entsprachen.

## Turniermodus
Hier wurde im Round Robin System bis 400 Punkte gespielt. Es wurde mit Nachstoß gespielt. Damit waren Unentschieden möglich.
Bei MP-Gleichstand (außer bei Punktgleichstand beim Sieger) wird in folgender Reihenfolge gewertet:
1. MP = Matchpunkte
2. GD = Generaldurchschnitt
3. HS = Höchstserie

## Abschlusstabelle
| MP    | Match Points (Sieger = 2; Unentschieden = 1; Verlierer = 0) |
| Pkte. | Erzielte Karambolagen                                       |
| Aufn. | Benötigte Versuche                                          |
| GD    | Generaldurchschnitt                                         |
| BED   | Bester Einzeldurchschnitt eines Spielers                    |
| HS    | Höchstserie                                                 |
|       | Bester GD des Turniers                                      |
|       | Bester ED des Turniers                                      |
|       | Beste HS des Turniers                                       |
|       | 1. Platz (Gold)                                             |
|       | 2. Platz (Silber)                                           |
|       | 3. Platz (Bronze)                                           |

| Platz                      | Name                | MP   | Pkte. | Aufn. | GD    | BED    | HS  |
| -------------------------- | ------------------- | ---- | ----- | ----- | ----- | ------ | --- |
| 1                          | Clément van Hassel  | 12:2 | 2668  | 62    | 43,03 | 80,00  | 341 |
| 2                          | Piet van de Pol     | 10:4 | 2635  | 67    | 39,32 | 100,00 | 246 |
| 3                          | René Gabriëls       | 8:6  | 2546  | 51    | 49,92 | 400,00 | 400 |
| 4                          | Louis Chassereau    | 8:6  | 2358  | 95    | 24,82 | 66,66  | 197 |
| 5                          | Jean Albert         | 8:6  | 1861  | 88    | 21,14 | 33,33  | 141 |
| 6                          | Cornelius van Vliet | 6:8  | 1909  | 68    | 28,07 | 57,14  | 202 |
| 7                          | Ernst Reicher       | 4:10 | 1602  | 94    | 17,04 | 57,14  | 126 |
| 8                          | Klaus Nußberger     | 0:14 | 1223  | 113   | 10,82 | –      | 61  |
| Turnierdurchschnitt: 26,33 |                     |      |       |       |       |        |     |